# STL (قالب پرونده)
STL مخفف STereoLithography یک قالب پرونده مختص استریولیتوگرافی و طراحی به کمک رایانه است که توسط 3D Systems ایجاد شده‌است. STL به عنوانسرواژه چندین عبارت دیگر نیز شناخته می‌شود که همگی بعداً اضافه شده‌اند مانند "Standard Triangle Language" و "Standard Tessellation Language".
این فایل توسط بسیاری از دیگر بسته‌های نرم‌افزاری نیز پشتیبانی می‌شود؛ از آن به‌طور گسترده‌ای برای نمونه‌سازی سریع، چاپ سه‌بعدی و ساخت به کمک رایانه استفاده می‌شود. فایل‌های STL تنها هندسه سطح یک جسم سه بعدی را بدون هیچ گونه نمایندگی از بافت یا سایر مشخصات CAD توصیف می‌کند.

## ساختار یک جسم سه بعدی
برای ساخت یک جسم سه بعدی به کمک نرم‌افزار پایتون کدهای موجود در اینجا را مطالعه کنید.